# Michele Campanella

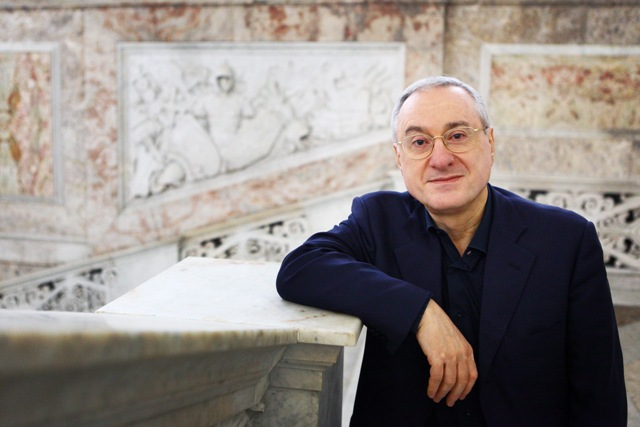
Michele Campanella

Michele Campanella (Napoli, 5 giugno 1947) è un pianista italiano.

## Biografia
Nato a Napoli, annovera tra i suoi avi il filosofo Tommaso Campanella, lo scultore Emanuele Caggiano (maestro di Vincenzo Gemito), il pittore siciliano Giuseppe Sciuti. Intraprende lo studio del pianoforte fin da giovane per poi entrare nel Conservatorio San Pietro a Majella, dove si diplomerà con il maestro Vincenzo Vitale. Nel 1966 vince, ancora studente, il premio Casella.
Comincia la sua carriera come pianista per poi dedicarsi alla direzione d'orchestra e alla saggistica. Nel corso degli anni si specializza nel repertorio lisztiano; viene così internazionalmente riconosciuto come uno dei maggiori virtuosi e interpreti lisztiani, diventando nel 2008 presidente del chapter italiano dell’American Liszt Society.

## Carriera
Nel corso degli anni ha approfondito lo studio di autori quali Clementi, Weber, Poulenc, Busoni, Rossini, Brahms, Scarlatti, Ravel e Liszt. Per quest'ultimo ha inciso un’antologia di Parafrasi, i 12 Studi d’esecuzione trascendentale, e una scelta di brani del tardo periodo suonati sul Bechstein che appartenne a Liszt. Successivamente pubblica, per la Brilliant Classics, altri 12 album dedicati all'opera lisztiana.
Dopo questa esperienza inizia a incidere per varie etichette, come EMI, Philips Records e Fonè, eseguendo brani di repertorio pianistico. Campanella si dedica quindi all'esecuzione di tutti i concerti di Beethoven e Mozart, e l’integrale della musica per pianoforte di Brahms.
Parallelamente ai lavori di incisione, inizia una serie di concerti internazionali con le principali orchestre europee e statunitensi, collaborando con direttori quali Claudio Abbado, Aldo Ceccato, Eliahu Inbal, Charles Mackerras, Zubin Mehta, Riccardo Muti e Christian Thielemann.
Nel 1983 diventa membro dell'Accademia di Santa Cecilia, nonché dell’Accademia Filarmonica Romana e dell’Accademia nazionale Cherubini di Firenze.
Nel 1986 diventa titolare della cattedra di pianoforte all'Accademia Musicale Chigiana di Siena, tiene inoltre corsi di perfezionamento a Ravello dal 1996 al 2004 e un corso annuale all'Università Suor Orsola Benincasa. Nel 2012 iniziano le masterclass a Villa Pennisi (Acireale) fino al 2018. Nel 2019 inizia la masterclass con la pianista Monica Leone presso la scuola Hans Werner Henze di Montepulciano.
Negli anni ’90 inizia ad approfondire il repertorio di musica da camera, collaborando con Salvatore Accardo e Rocco Filippini.
Nell'estate del 2005 viene pubblicata dal Rossini Opera Festival la registrazione della Petite Messe Solennelle di Rossini, eseguita da Campanella a Pesaro.
Nel 2011, in occasione del bicentenario della nascita di Franz Liszt, vengono organizzati una serie di concerti solistici che vedono Campanella esibirsi in Italia e all'estero, incluso un concerto con la collaborazione dell’Orchestra Luigi Cherubini.
Nello stesso anno tiene concerti a Buenos Aires, a Tokyo (Suntory Hall) e a Chicago insieme a Riccardo Muti e alla Chicago Symphony Orchestra con la quale esegue il Primo Concerto per pianoforte e orchestra in occasione delle celebrazioni lisztiane. Sempre nel 2011, insieme all'Accademia Nazionale di Santa Cecilia e all’Accademia Musicale Chigiana, Campanella crea e dirige all'Auditorium Parco della Musica una serie di maratone lisztiane, nel corso delle quali viene eseguita l’integrale della musica scritta per il pianoforte da Liszt.
Nel 2013, l’anno del bicentenario della nascita di Richard Wagner e Giuseppe Verdi, Campanella partecipa ad una serie di concerti dedicati alle Parafrasi di Franz Liszt, in Italia, Ungheria, Spagna, Russia, Germania e Cina; la Brilliant Classics dedica a queste composizioni un cofanetto di 3 CD – Special Edition. Nello stesso anno si esibisce in tour negli Stati Uniti con il Fine Arts Quartet, in Sud America con il violinista Boris Belkin.
Interessato alle sonorità jazz, realizza un album edito da Cam Jazz, dedicato all'improvvisazione su musiche di Ravel e Debussy con il sassofonista Javier Girotto, intitolato Musique sans frontiéres e portato in tour nel 2015. Nel 2016 si esibisce al Teatro alla Scala e al Teatro Verdi di Trieste con il Quartetto della Scala. Nel 2017 viene pubblicato un album con l'incisione della Sonata di Liszt, la Ballata in si minore, le Deux Legends e i Fünf Klavierstücke. L'album è stato registrato con il Bechstein originale di Liszt.
A giugno 2018 la Cam Jazz pubblica l'album Vers la grande porte de Kiev, il secondo realizzato in collaborazione con Javier Girotto. Nello stesso anno Campanella inaugura la stagione di musica da camera dell'Accademia Nazionale di Santa Cecilia, dirigendo la Petite Messe Solennelle di Rossini.
Con questa esperienza, oltre all'attività solistica, Campanella inizia a collaborare in veste di direttore-solista con le principali orchestre italiane, come l’Orchestra dell’Accademia Nazionale di Santa Cecilia, l’Orchestra della Toscana, l’Orchestra da Camera di Padova e del Veneto, I Virtuosi Italiani e l’Orchestra Haydn di Bolzano e Trento.
Nel 2022 viene pubblicato un album con l'incisione degli Années de Pèlerinage di Liszt, sempre sul Bechstein originale. 

## Opere
- M. Campanella, Il mio Liszt. Considerazioni di un interprete, Bompiani, 2011;
- R. Risaliti (a cura di), Quisquilie e pinzillacchere. Storia di un musicista napoletano raccontata a un amico, Castelvecchi, 2017;
- M. Campanella, Suono. Pensieri e divagazioni di un musicista fuori dal coro, Castelvecchi, 2019.

## Riconoscimenti
- La Società "Franz Liszt" di Budapest gli ha conferito il Gran Prix du Disque nel 1976, 1977 e nel 1998, quest'ultimo per l'incisione “Franz Liszt – The Great Transcriptions I-II” edita dalla Philips.
- Nel 1986 il Ministero della Cultura ungherese gli ha conferito la medaglia ai “meriti lisztiani”, così come l’American Liszt Society nel 2002.
- Premio della Critica Discografica Italiana nel 1980 per le tre incisioni di opere di F. Busoni con la Fonit Cetra.
- Medaglia d'oro della Liszt Society of United States of America.
- Nel 1998 è stato insignito del riconoscimento Napoletani Illustri della "Fondazione Premio Napoli".[7]
- Il 4 dicembre 2000 ha ricevuto il Premio Roberto Cortese, sul tema Napoli Oltre, della "Fondazione Guido e Roberto Cortese".[8]
- Nel 2012 riceve il Premio Scanno per la Musica e il Premio Grotta di Tiberio per l’interpretazione musicale.
- Nel 2014 è stato insignito dell’onorificenza di Cavaliere dell’Ordine al merito della Repubblica italiana.[9]
- Nell'aprile 2018 gli è stata conferita la Laurea Honoris Causa in Discipline della Musica e dello Spettacolo,Storia e Teoria, per meriti culturali e artistici dal Dipartimento di Studi Umanistici della Università degli Studi di Napoli “Federico II"[10].

## Direzioni artistiche
- 2020-2017 Festival Spinacorona Passeggiate musicali napoletane, Napoli
- 2020-2011 Maggio della musica, Napoli
- 2009-2001 I concerti dell'Università Federico II di Napoli
- 2008-2005 I concerti dell'Ateneo, Università degli Studi del Sannio di Benevento
- 2008-2003 I concerti dell'Università Magna Grecia di Catanzaro
- 2004-2002 Concerti all'Università di Pisa, Michele Campanella e la Scuola pianistica di Ravello
- 2003 I concerti dell'Università, Università degli Studi di Messina
- 2003 Università degli Studi di Bari, La scuola di Michele Campanella

## Discografia
- Camille Saint-Saëns: Concerto op. 44, Franz Liszt.: Totentanz, Fantasia ungherese, Orchestra dell'Opera di Montecarlo, diretta da Aldo Ceccato, 1970, Philips
- Franz Liszt, Opera Paraphrases, 1973, Philips – 6500 310
- Franz Liszt: Rapsodie Ungheresi esecuzione integrale, 1974, Philips – 6747 108
- Franz Liszt: Trascrizioni da Richard Wagner, 1976, Ricordi;
- Franz Liszt, Concerto per pianoforte e orchestra n. 1, Concerto per pianoforte e orchestra n. 2, The London Philharmonic Orchestra diretta da Hubert Soudant, 1976, Pye Records.
- Pëtr Il'ič Čajkovskij: Concerto per pianoforte e orchestra n. 1 op. 23, Capriccio Italiano op. 45, The London Philharmonic Orchestra, diretta da Hubert Soudant, 1978;
- Liszt, 1978, Pye Records;
- Franz Liszt: Composizioni per pianoforte, 1978, Ricordi;
- Ferruccio Busoni: Sette Elegie, Diario indiano 1981, Fonit Cetra;
- Ferruccio Busoni: Le sei sonatine per pianoforte, 1982, Fonit Cetra;
- Ferruccio Busoni: Fantasia Contrappuntistica e altre musiche per due pianoforti (con Laura De Fusco) 1983, Nuova Fonit Cetra;
- Franz Liszt/Richard Wagner: 1985, Acanta;
- Franz Liszt: 12 Etudes D'Execution Transcendante, 1988, NUOVA ERA - 6736
- Modest Musorgskij: Quadri di un'esposizione; Milij Balakirev: Yslamey 1989; Nuova Era;
- Maurice Ravel: Concerti per pianoforte e orchestra, Radio-Sinfonieorchester Stuttgart diretta da Gianluigi Gelmetti 1993, EMI Classics;
- Gioachino Rossini: Album pour les enfants adolescents 1996, Musikstrasse;
- Domenico Scarlatti: Dodici Sonate, 1998, ProClassica;
- Franz Liszt: Via Crucis, Coro dell'Accademia Nazionale di Santa Cecilia, dir. Filippo Maria Bressan, 2001, Fonè;
- Franz Schubert, Robert Schumann, Opere per violoncello e pianoforte, con Rocco Filippini, 2001, Amadeus;
- Claude Debussy, Maurice Ravel: Musique sans frontières, con Javier Girotto, 2014, C.A.M. Jazz
- Franz Liszt: Sonata in B minor (e altri brani per pianoforte), 2017, VDM;

- 2000 - Franz Liszt Studi D-Esecuzione Trascendentale Brilliant Classics
- 2000 - Franz Liszt "Trascrizioni da Richard Wagner P&P
- 2001 - Franz Liszt The Complete Wagner & Verdi Transcription Brillant Classics
- 2001 - Clementi "23 Studi dal Gradus ad Parnassum Fonitcetra
- 2002 - Beethoven Terzo Concerto op. 37 Fondazione Orchestra Guido Cantelli
- 2002 - Robert Schumann Album for the Young op. 68
- 2004 - Musica in Bocconi, Musiche di Robert Schumann
- 2005 - Rossini, Petite Messe Solennelle ROF
- 2006 -  Rossini, Petite Messe Solennelle Fonè
- 2007 - Carl Czerny L’arte di rendere agili le dita Musikstrasse
- 2011 - Franz Liszt Late Masterpieces Brilliant Classics
- 2011 - Franz Liszt Songs and sonnets Brillant classics
- 2011 - Franz Liszt Songs and sonnets Brillant classics
- 2013 - Franz Liszt The Complete Wagner & Verdi Transcriptions Brillant classics
- 2017 - Michele Campanella Vers la Grande Porte de Kiev Live at Jermann Winery (con Javier Girotto) Cam Jazz